# Пекарі (Молодечненський район, Городилівська сільська рада)
Пекарі (біл. вёска Пекары) — село в складі Молодечненського району Мінської області, Білорусь. Село підпорядковане Городилівській сільській раді, розташоване в західній частині області.